# Ossy Renardy
 (juin 2020).
Si vous disposez d'ouvrages ou d'articles de référence ou si vous connaissez des sites web de qualité traitant du thème abordé ici, merci de compléter l'article en donnant les références utiles à sa vérifiabilité et en les liant à la section « Notes et références ».
Ossy Renardy (26 avril 1920 – 3 décembre 1953), de son nom de naissance Oskar Reiss est un violoniste autrichien qui migre à l'âge de 17 ans aux États-Unis. Il est notamment connu pour avoir réalisé le premier enregistrement de l'intégrale des 24 Caprices de Paganini. Après avoir donné plus de 500 concerts pour les troupes américaines lors de la Seconde Guerre mondiale, il s'engage lui-même dans l'armée et devient citoyen américain en 1943. Il revient sur la scène après la guerre, mais meurt seulement 5 ans plus tard à l'âge de 33 ans lors d'un accident de voiture au Nouveau-Mexique. Il laisse derrière lui de nombreux enregistrements.

## Biographie
Oskar Reiss voit le jour à Vienne en 1920, de deux parents non-musiciens qui travaillaient comme serveurs. Il commence à se produire en public à l'âge de 11 ans, avant de rejoindre une troupe de variété lors d'une tournée à Mérano (Italie), qui commence le 27 octobre 1933. Son directeur lui fait alors remarquer qu'un nom à consonance moins germanique et plus italien serait préférable et lui propose Ossi Renardi. Sa performance de la Sonate pour violon en la majeur de Schubert et du  Concerto pour violon no 1  de Paganini au casino de Merano conduisent à un prolongement de sa tournée en Italie. Il retourne ensuite à Vienne afin de se perfectionner, en gardant son nouveau nom, mais modifie l'orthographe en Ossy Renardy. Il joue au Konzerthaus de Vienne en mai 1934 avant de retourner à Milan où il joue avec Victor de Sabata, qui l'a invité à jouer comme soliste avec l'Orchestre philharmonique de Vienne. Cet événement lance véritablement sa carrière. S'ensuit sa première tournée aux Pays Baltes, Danemark, Suisse, Pays-Bas, Autriche, France et Italie.
Afin d'échapper au nazisme, Renardy se réfugie au Royaume-Uni en 1937 et visite les États-Unis la même année. Il migre définitivement vers ce pays après que la femme d'un organisateur de concerts américain ait entendu une de ses performances à la radio italienne. Ses débuts à New-York se passent à l'hôtel de ville le  8 janvier 1938 après une première tournée dans les états du Midwest accompagné de  Walter Robert.
À ses débuts au Carnegie Hall le 10 octobre 1939, Renardy fait sensation avec une interprétation de la Symphonie espagnole de Lalo, du Concerto en mi mineur de Nardini et de la Sonatine en sol de Dvořák suivie après l'entracte d'une interprétation de l'intégrale des 24 Caprices. Il avait 19 ans. L'année suivante, il réalise le premier enregistrement des 24 Caprices (quoique la version qu'il enregistre avec Walter Robert soit une transcription pour violon et piano de Ferdinand David, le premier enregistrement des 24 Caprices dans leur forme originale étant réalisé en 1947 par Ruggiero Ricci). Cet enregistrement est le premier des nombreux que va réaliser Renardy. Son dernier enregistrement, réalisé peu avant sa mort en 1953 n'est autre qu'une seconde lecture des 24 Caprices.
Renardy jouait déjà en 1941 pour l'United Service Organizations (USO) quand l'année suivante il s'engage dans l'armée américaine. Au cours de la guerre, le violoniste apparait dans 490 concerts de l'USO pour l'amusement des troupes.  
Après la guerre, il étudie à New-York avec les pédagogues Theodore et Alice Pashkus afin de se préparer à un retour sur scène. Son retour s'effectuera en 1947, où Renardy apparaît avec plusieurs orchestres majeurs d'Amérique, d'Europe et d’Israël. En 1949, il se marie avec Suzette Guttwirth, qu'il a rencontrée à Vienne en 1939.
Ossy Renardy est tué dans un accident de la route le 3 décembre 1953, âgé de seulement 33 ans. Son accompagnateur George Robert (qui n'a pas de lien avec son accompagnateur régulier Walter Robert) le conduisait de leur dernier concert à Las Cruces (Nouveau-Mexique) à un autre qui devait se dérouler à Monte Vista, Colorado. Celui-ci n'aura jamais lieu puisqu'à Tres Piedras, près de Santa Fe, leur voiture dérape sur une nappe de glace et, alors qu'elle est hors de contrôle, elle est frappée par une voiture venant en sens inverse. George Robert et les autres automobilistes ne sont pas gravement blessés. Renardy repose aujourd'hui dans le Westchester Hills Cemetery.
Son décès est perçu comme une grande perte dans le monde musical. La rubrique nécrologique de mars 1954 de Gramophone écrit : "At thirty-three he seemed destined to don the mantle of his compatriot Kreisler, whose style of playing was not dissimilar" (à trente-trois ans, il semblait destiné à suivre le même chemin que son compatriote Kreisler, avec une manière de jouer qui n'était pas si différente).

## Carrodus
Son violon "Carrodus", un Guarnerius, était réputé comme étant le violon de Paganini lui-même. D'autres sources suggèrent cependant qu'il puisse s’agir d'une copie plus tardive de Jean-Baptiste Vuillaume. Après l'accident mortel de Reanrdy au Nouveau-Mexique, le violon n'est pas endommagé. Il appartient aujourd'hui à David L. Fulton (en) qui le prête régulièrement à Richard Tognetti, directeur et violoniste principal de l'orchestre de chambre australien.